# Vorotnavank
Vorotnavank ou Orotnavank (en arménien Որոտնավանք) est un monastère arménien situé dans la région de Syunik, non loin du monastère de Gndevank. Il conserve les restes d'une fortification, due à la révolte des princes de Syunik vers 1720. Le complexe monastique comprend deux églises (Xe et XIe siècles). Il subsiste aussi une bibliothèque, et des vestiges de pierres tombales sculptées (khatchkars).
L'ensemble du monastère est en ruine.